# Giuseppe Rodella
Giuseppe Rodella, né le 23 décembre 1950 à Castel Mella (Lombardie), est un coureur cycliste italien, professionnel de 1975 à 1978. 

## Palmarès
- 1974
  - Prologue du Baby Giro (contre-la-montre par équipes)
  - Tour du Val d'Aoste
  - 3e du Trofeo Caduti Medesi

## Résultats sur les grands tours

### Tour d'Italie
4 participations
- 1975 : 55e
- 1976 : 61e
- 1977 : 61e
- 1978 : abandon